# Carmenta

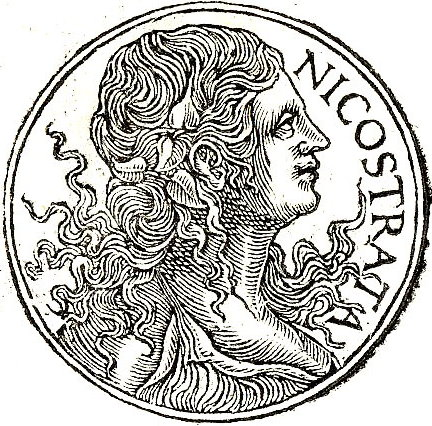
Carmenta jako Nikostraté

Carmenta, též Carmentis, byla římská bohyně porodu, věštění a vynálezkyně písma. Byla vzývána pro přepovězení průběhu porodu, při kterém zase byly volány její sestry a průvodkyněmi Antevorta a Postvorta. Byla zobrazována jako mladá žena s věncem z bobů a harfou která symbolizuje její věštecké schopnosti. Její jméno vychází z latinského carmen „báseň, píseň“ a odkazuje na věštby pronášené ve verších. Byla počítána mezi di indigetes „domorodé bohy“ a nymfy spojené s prameny a věštěním zvané Kamény.
Podle Vergilia pocházela z řecké Arkádie kde žila pod jménem Nikostraté. Byla dcerou boha řeky Ladony, manželkou Herma-Merkura a matkou Evandera. Se svým synem utekla do italského Latia kde nalezla útočiště u krále Fauna a usadila se na základě věštby na Palatinu. Předpověděla budoucí moc Říma a Evanderovi návštěvu Herkula. Svým synem byla zabita ve věku 110 let, což odpovídá latinskému saeculu „věku“, později používaném pro určení konání ludi saeculares. Pozdější autoři jí také přiřkli vynález latinské abecedy, kterou měla předat Evanderovi.
Její svatyně stála před branou Porta Carmentalis na jižním úpatí Kapitolu a sloužil jí menší flamen – flamen Carmentalis. Její slavnost Carmentalia se konala 11. a 15. ledna za účasti jejího flamena a pontifika. Podle Ovidia se tento svátek konal na památku postoje matron, které odmítaly mít děti, dokud jim nebude opět přiznáno právo jezdit v krytých vozech (carpenta).